# Fort de Tavannes
Le fort de Tavannes, appelé brièvement fort Mouton, est une fortification faisant partie de la place forte de Verdun, situé nord-est, sur le territoire de la commune d'Eix, dans la Meuse.

## Historique
Il n'y a pas de village ou hameau du nom de Tavannes. Ce fort, initialement désigné « fort brûlé » ou encore « fort du Bois-Brûlé », sera ainsi appelé en mémoire du maréchal de Tavannes qui fut le premier gouverneur de Verdun en 1592. D'ailleurs, certains éléments proches, fontaine, chapelle ou encore le tunnel prendront le même nom.
Tavannes fut le premier chantier de la ceinture de forts détachés de Verdun. 
Les premiers coups de pioches remontent à décembre 1874 car, après la guerre franco-allemande de 1870, les Allemands occupent Verdun jusqu'en septembre 1873.
La loi du 17 juillet 1874 autorise la construction du fort, en première urgence. Il s'agit du premier fort détaché devant protéger Verdun, mais dès l'hiver 1874-1875 six redoutes, dites « de la panique », sont aménagées en terrassement.
Par le décret du 21 janvier 1887, le ministre de la Guerre Georges Boulanger renomme tous les forts, batteries et casernes avec les noms d'anciens chefs militaires. Pour le fort de Tavannes, son « nom Boulanger » est en référence au général d'Empire Georges Mouton. Le nouveau nom est gravé au fronton de l'entrée.
Dès le 13 octobre 1887, le successeur de Boulanger au ministère, Théophile Ferron, abroge le décret. Le fort reprend officiellement son nom précédent, tout en gardant le nom Boulanger à son fronton.

Effets des bombardements de 1916
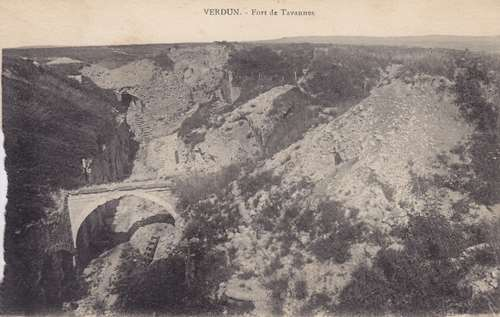
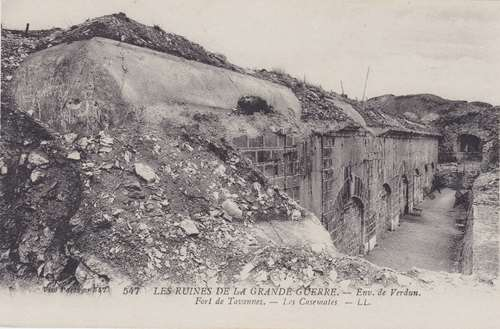
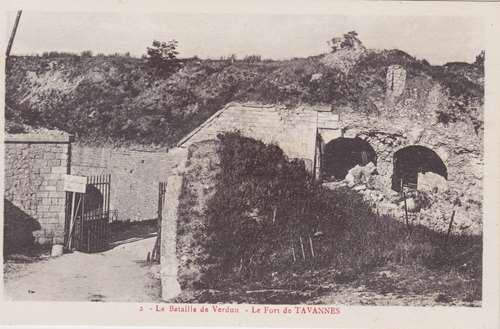

## Description
Le fort est aménagé à 370 m d'altitude, sur un des sommets des hauts de Meuse dominant la route d'Étain (D603, qui passe au sud), juste à côté des deux accès au tunnel de Tavannes (dans lequel passe la voie ferrée de Verdun à Hagondange) et avec des vues sur la Woëvre.
C'est un fort Séré de Rivières de première génération, de forme polygonal, prévu pour une garnison de 761 hommes et 39 pièces d'artillerie. Le fort a été construit en maçonnerie de moellons, le tout recouvert de terre, mais la partie nord de la caserne a été renforcée par une carapace de béton de 2,5 m (avec une couche de sable intercalée).

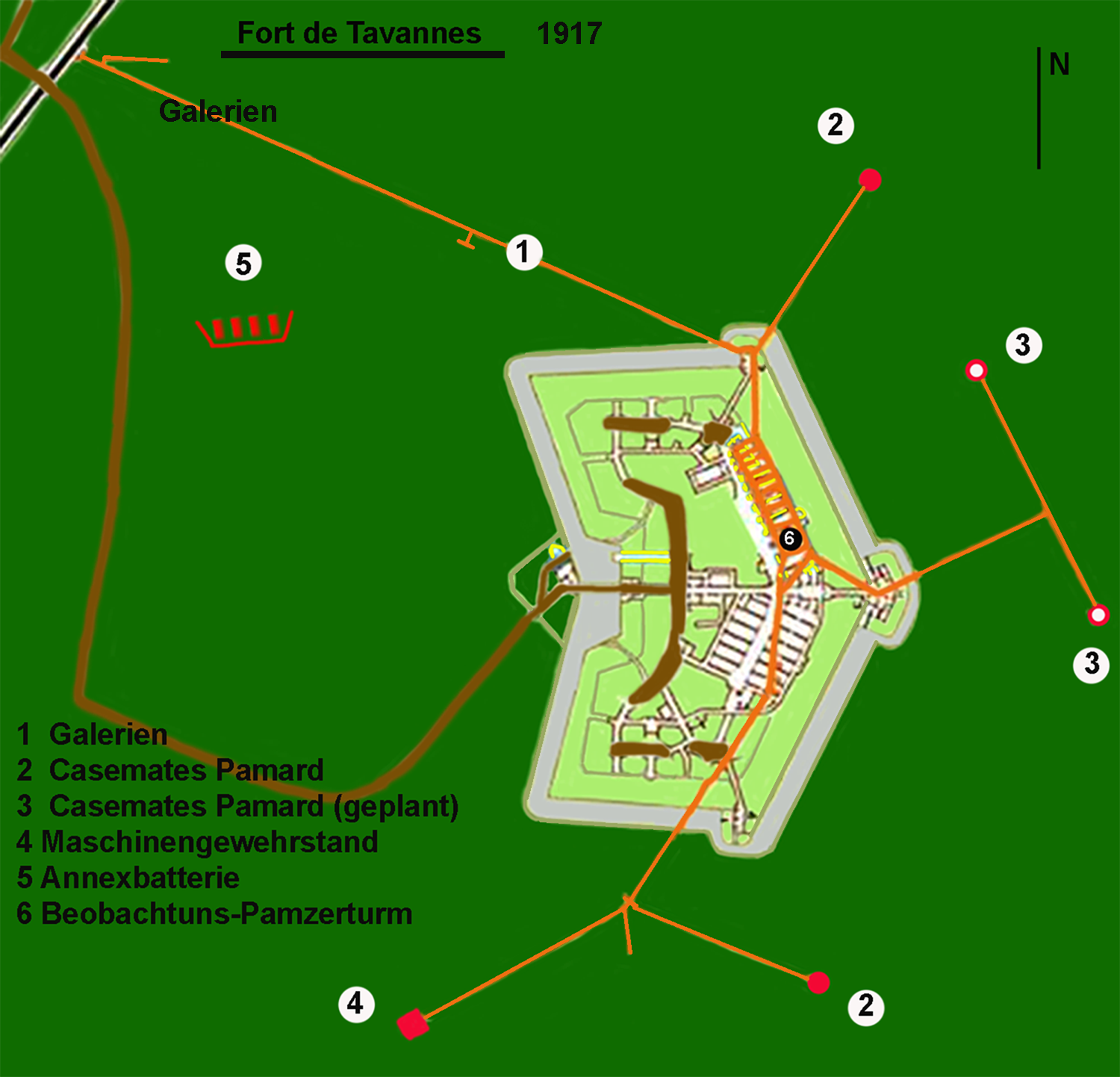
En plan.
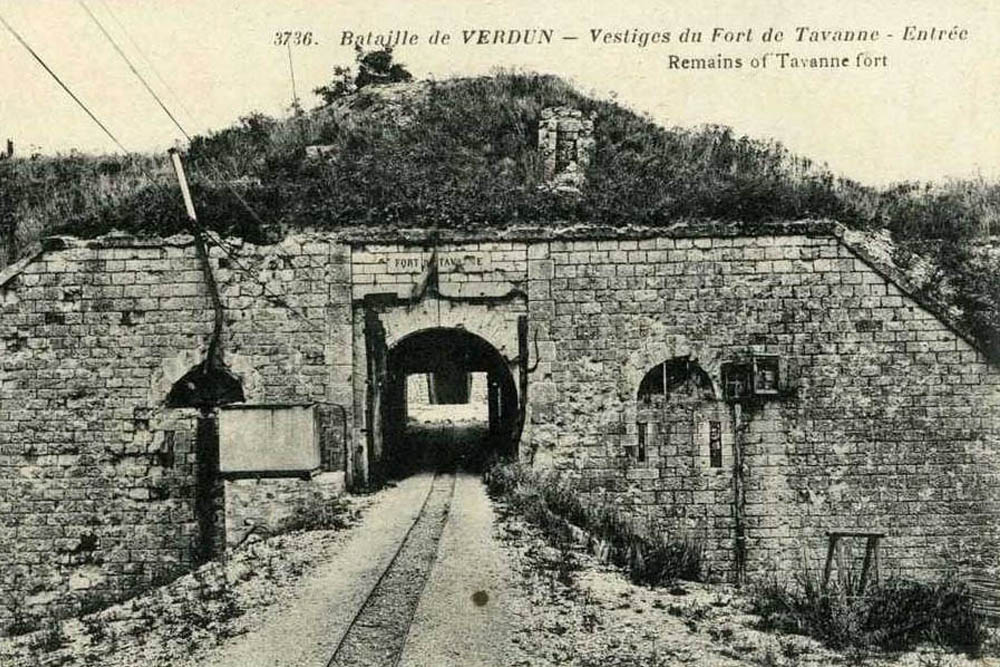
L'entrée et sa voie Decauville pendant la Première Guerre.

Ce fort était, avant les combats, un des plus intéressants de la place.
Il est intéressant de l'analyser car, si le tracé polygonal est bel et bien adopté, l'organisation intérieure apparaît non pas anarchique, mais avec une symétrie manifestement recherchée de part et d'autre du dôme central, avec pourtant un résultat mitigé.
Tavannes est un fort assez vaste, affectant la forme d'un large pentagone à gorge rentrante. La disposition de la défense rapprochée est celle de la plupart des ouvrages de cette forme qui seront érigés ultérieurement, avec un aileron aux saillants extérieures (II et IV) et une caponnière double au saillant de tête (III).
Chaque saillant, sauf le III, comprenait une bonnette d'infanterie et un chemin couvert avec parapet maçonné épousant les contours du front de tête à une trentaine de mètres en avant du front.
L'entrée se situe au centre d'une courtine assez large car le pont dormant s'appuie sur quatre piles avant d'être prolongé par le tablier d'un pont-levis à bascule, placé au-dessus du fossé, du modèle Tripier.
En fait, l'usage du mode imparfait s'impose tant les lieux sont bouleversés.
La bataille, le temps et les intempéries, bien entendu, ont endommagé le fort, mais aussi, et c'est moins connu, l'action du cinéaste Léon Poirier qui, en 1927, pour les besoins de son film devenu culte Verdun vision d'histoire, utilisa beaucoup d'explosifs pour littéralement achever ce qui restait de l'escarpe au niveau de l'entrée, notamment.
Poirier utilisa cette entrée, demeurée vaillante, pour représenter les premiers bombardements du fort de Vaux, en se référant à une photo arienne datée du 30 octobre 1918 ainsi qu'à une inspection des lieux.
On peut même attribuer les dommages pour 3/5 aux quelque  30 000 à 40 000 obus, à quelque deux dizaines d'obus de 380 et 420 mm, excusez du peu, reçus par le fort et ses environs entre février et octobre 1916.
 Ensuite, un autre cinquième des dégâts aux outrages du temps et, pour le dernier cinquième, aux mutilations pour le film.
En ce 30 octobre 1918, hormis des dessus parsemés de petits cratères et un impact plus important en plein sur le dôme à une dizaine de mètres en arrière du porche d'entrée, la courtine semble intacte.
Certes, le pont dormant a été remplacé par une butte de terre, puis un second accès a été ménagé à droite de la courtine, ainsi que, ici et là, l'escarpe montre quelques effondrements consécutifs à des coups directs de gros calibres, et les emplacements d'artillerie à ciel ouvert sont bouleversés, mais les fossés sont encore vaillants, les caponnières nullement défoncées (celle du saillant II est hors cadre) spectacle apocalyptique comparable à celui du fort de Souville.

## État actuel
Le fort est à l'abandon. Il est la propriété du ministère des Armées : son accès est interdit.

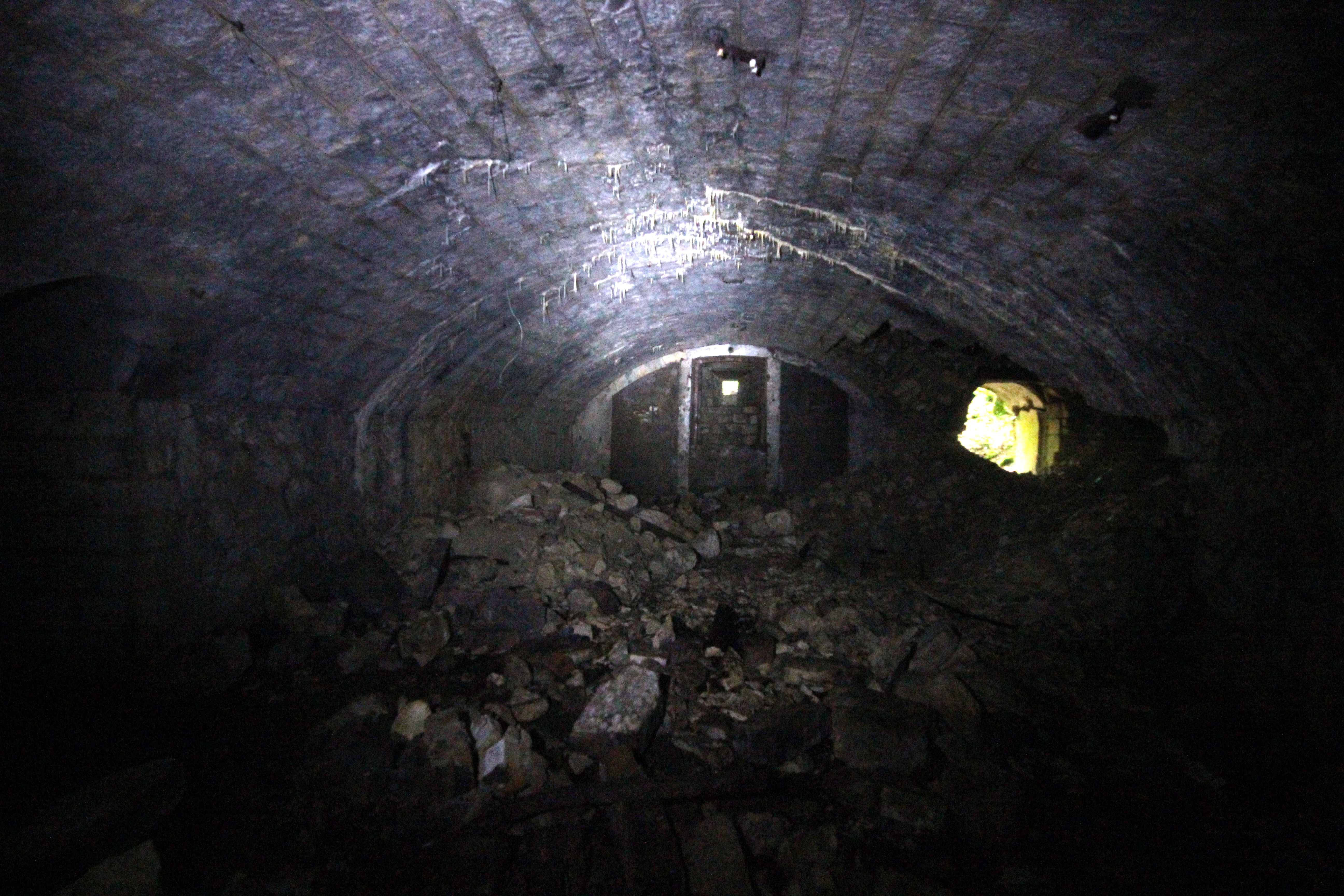
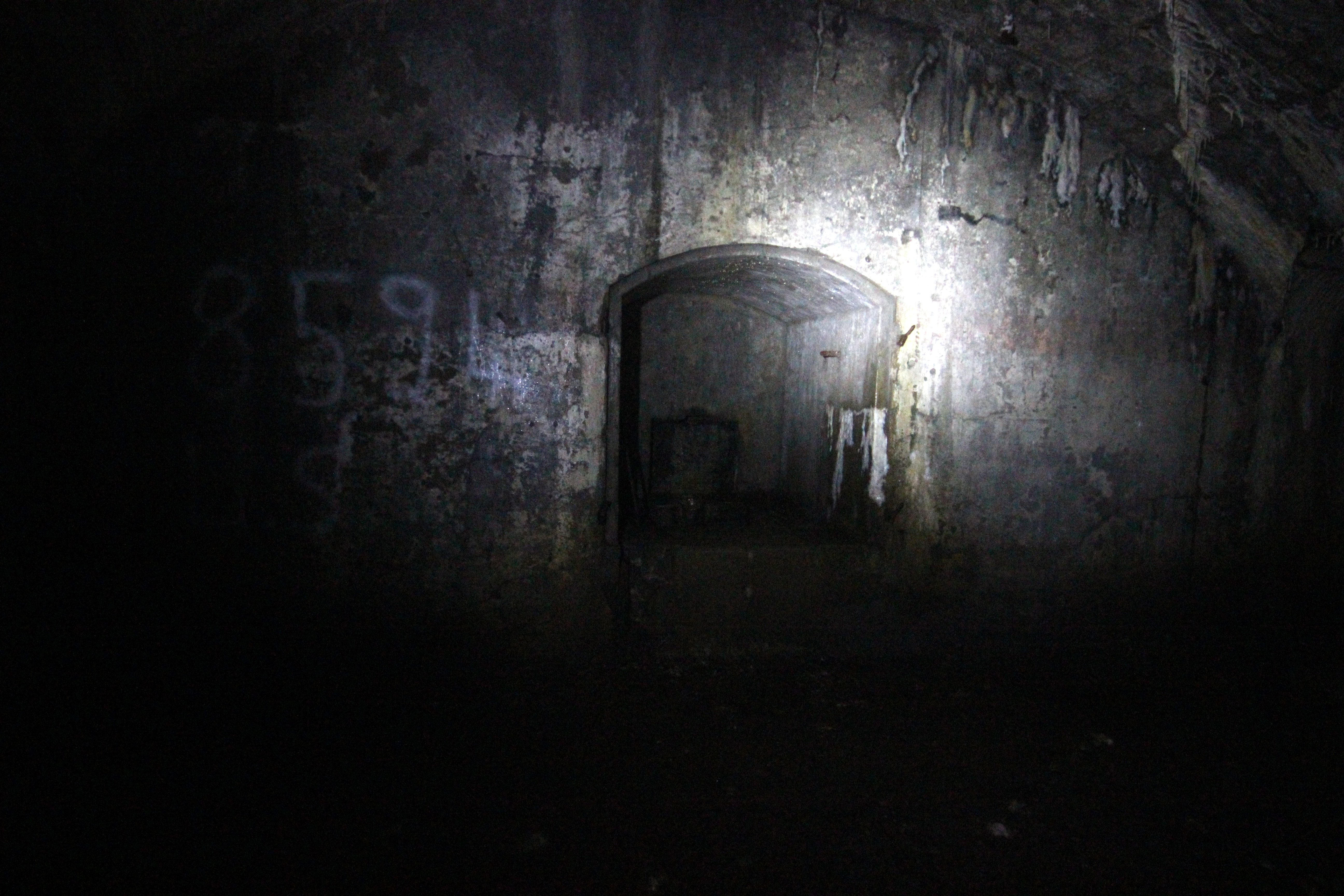
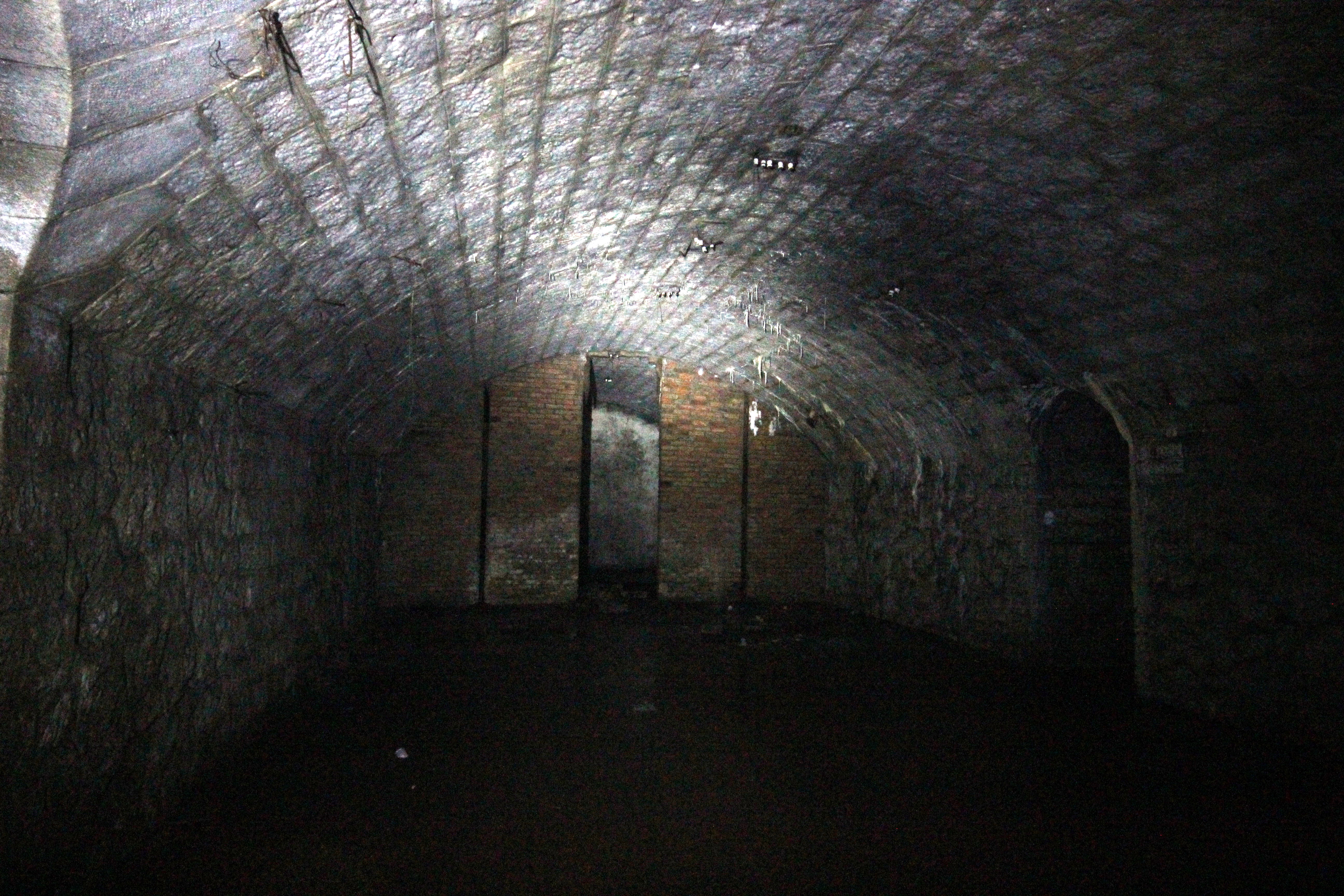
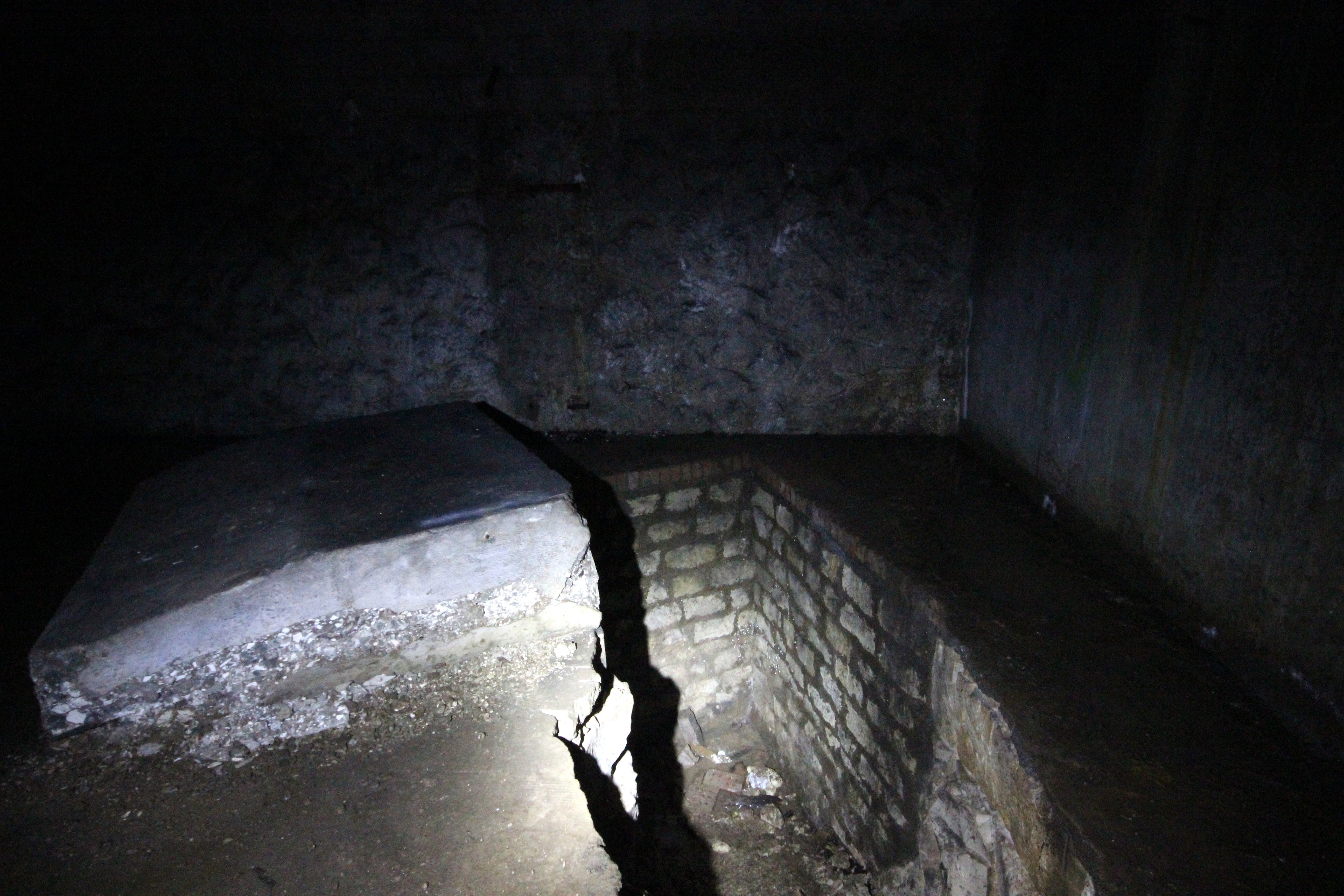
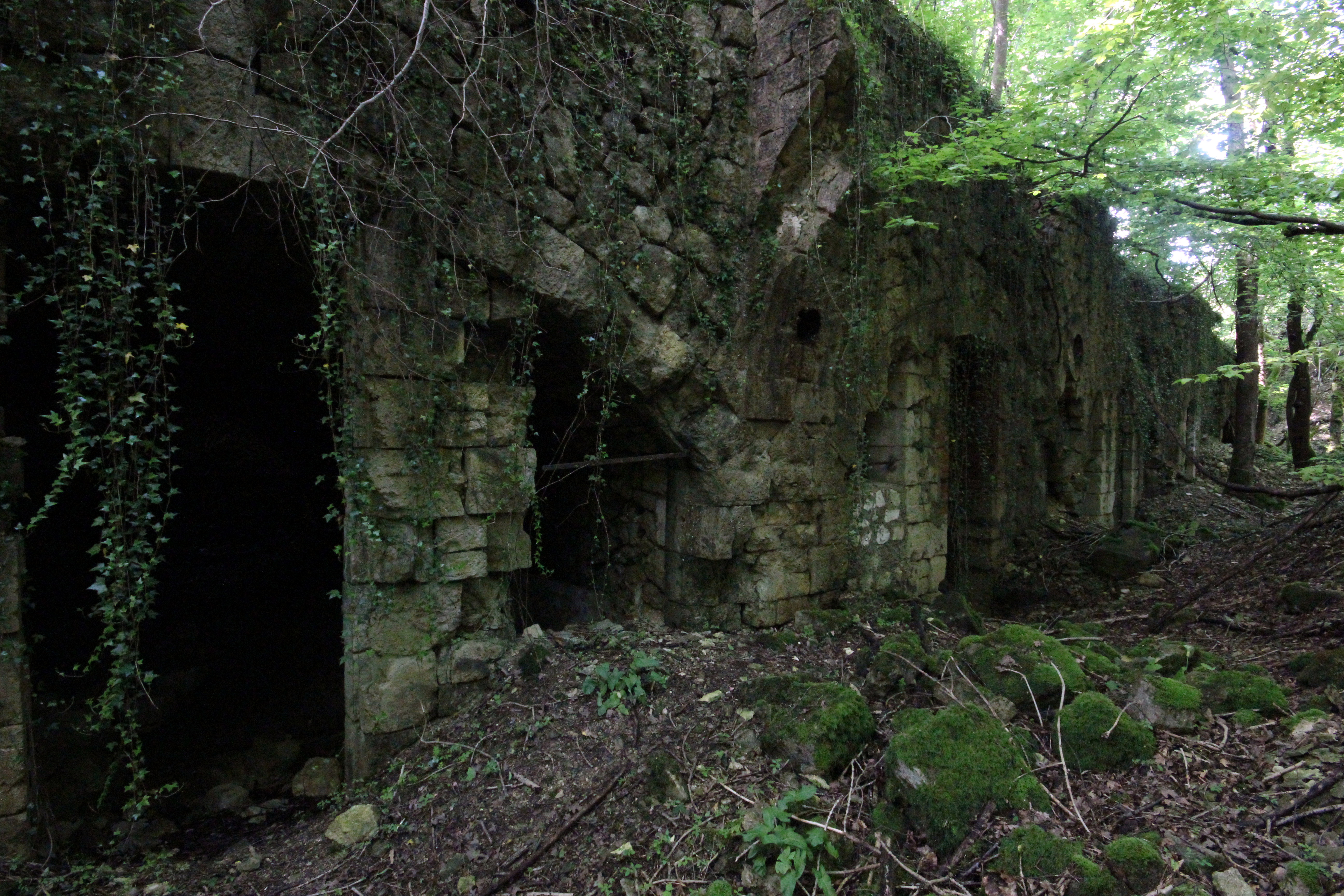
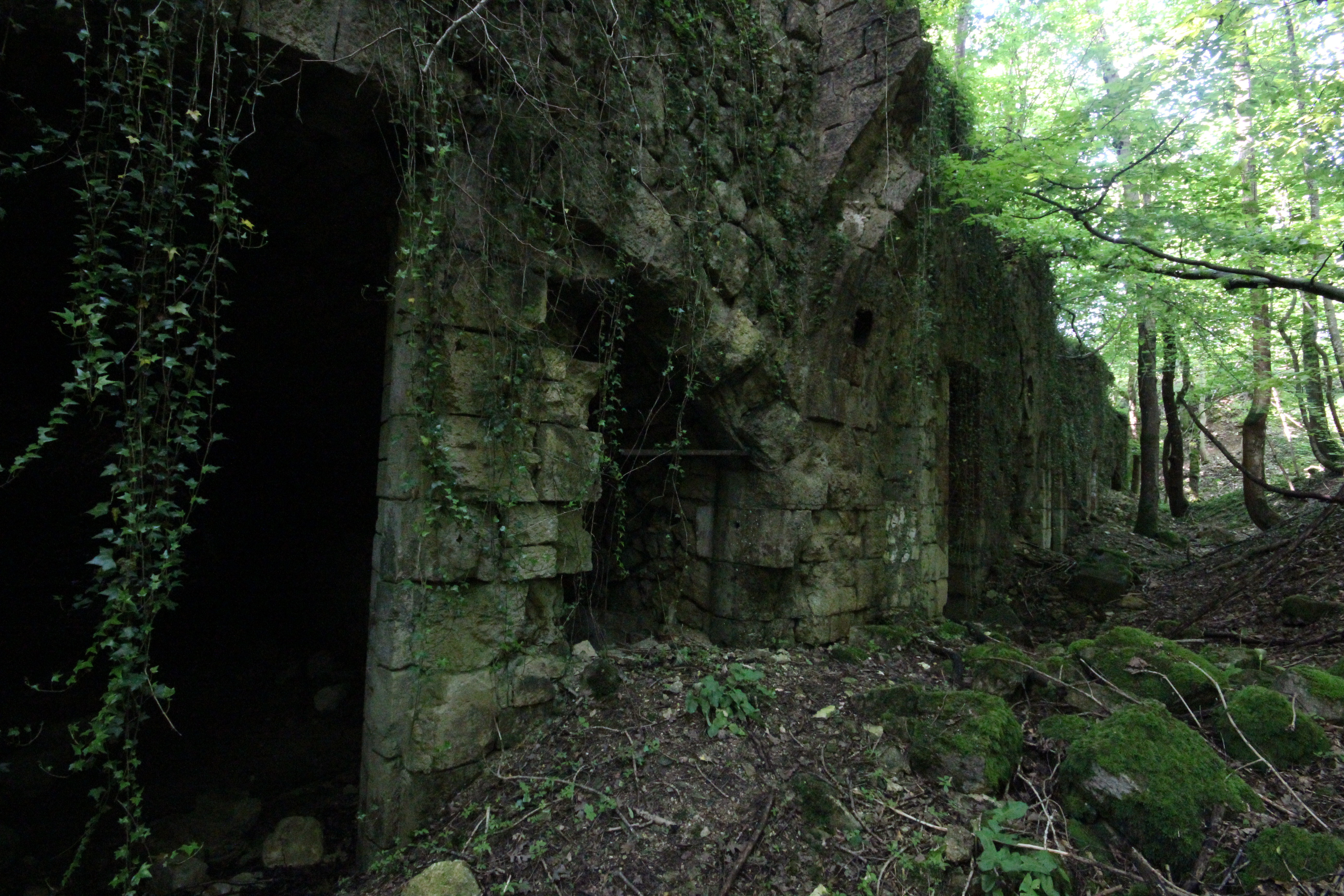
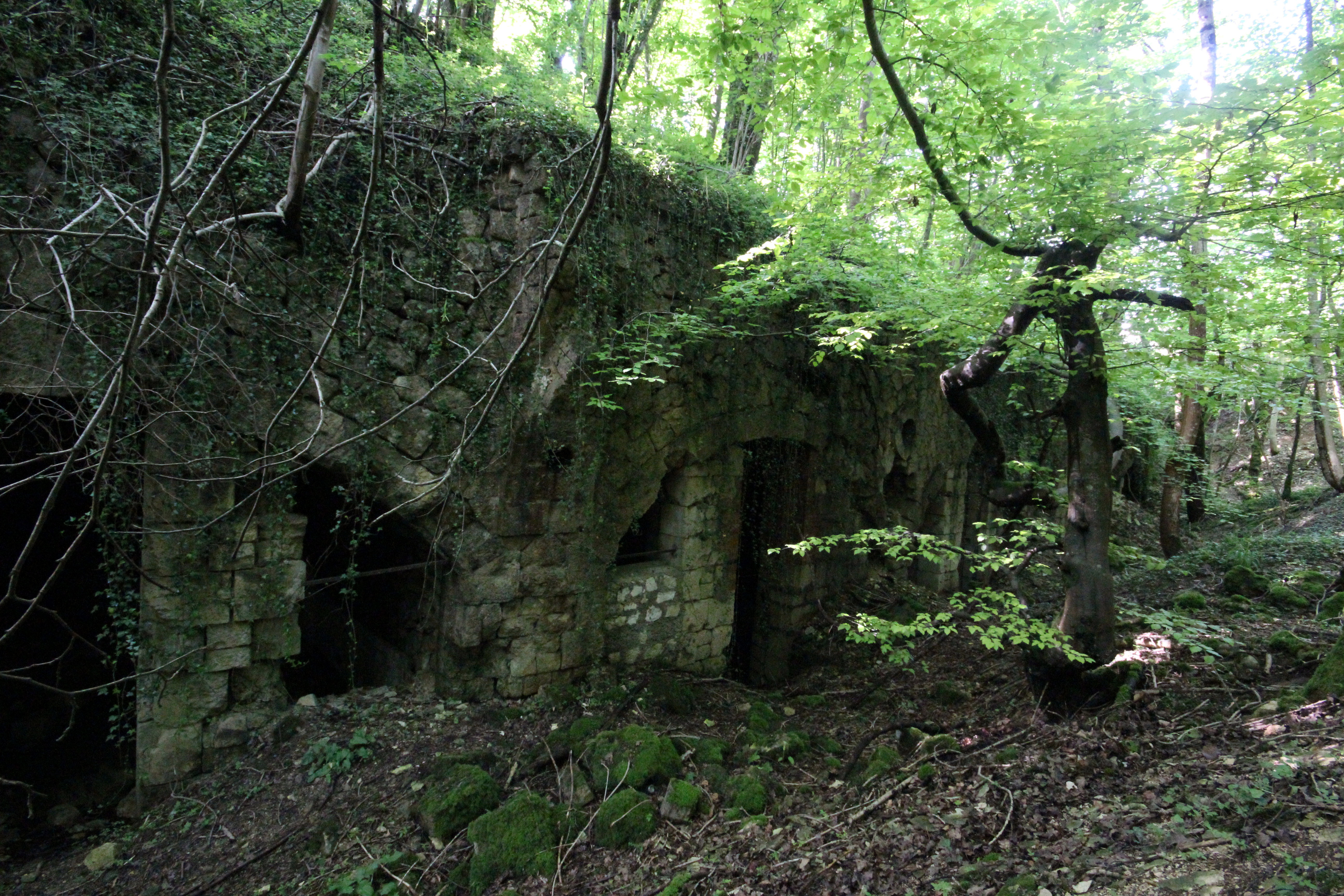
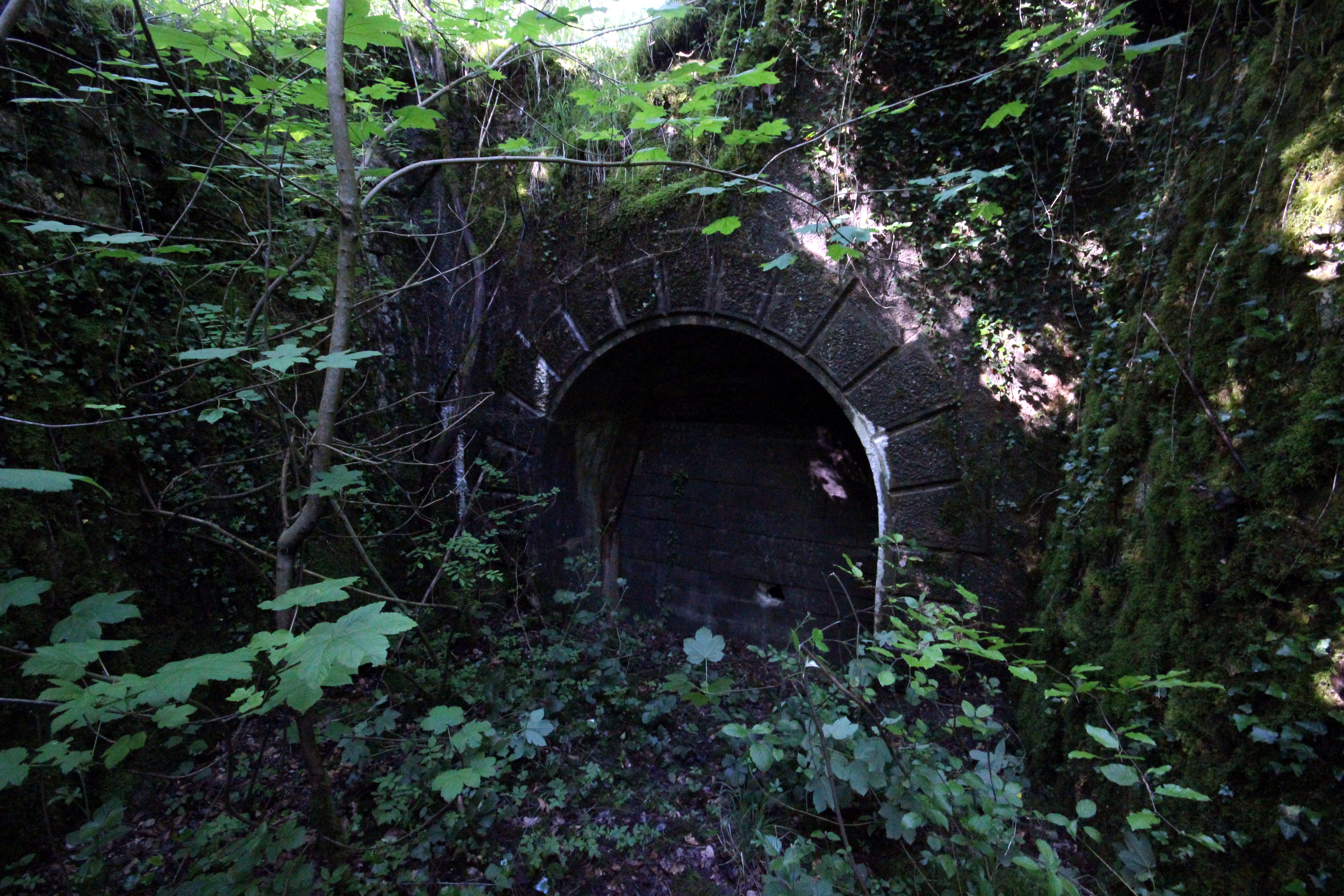
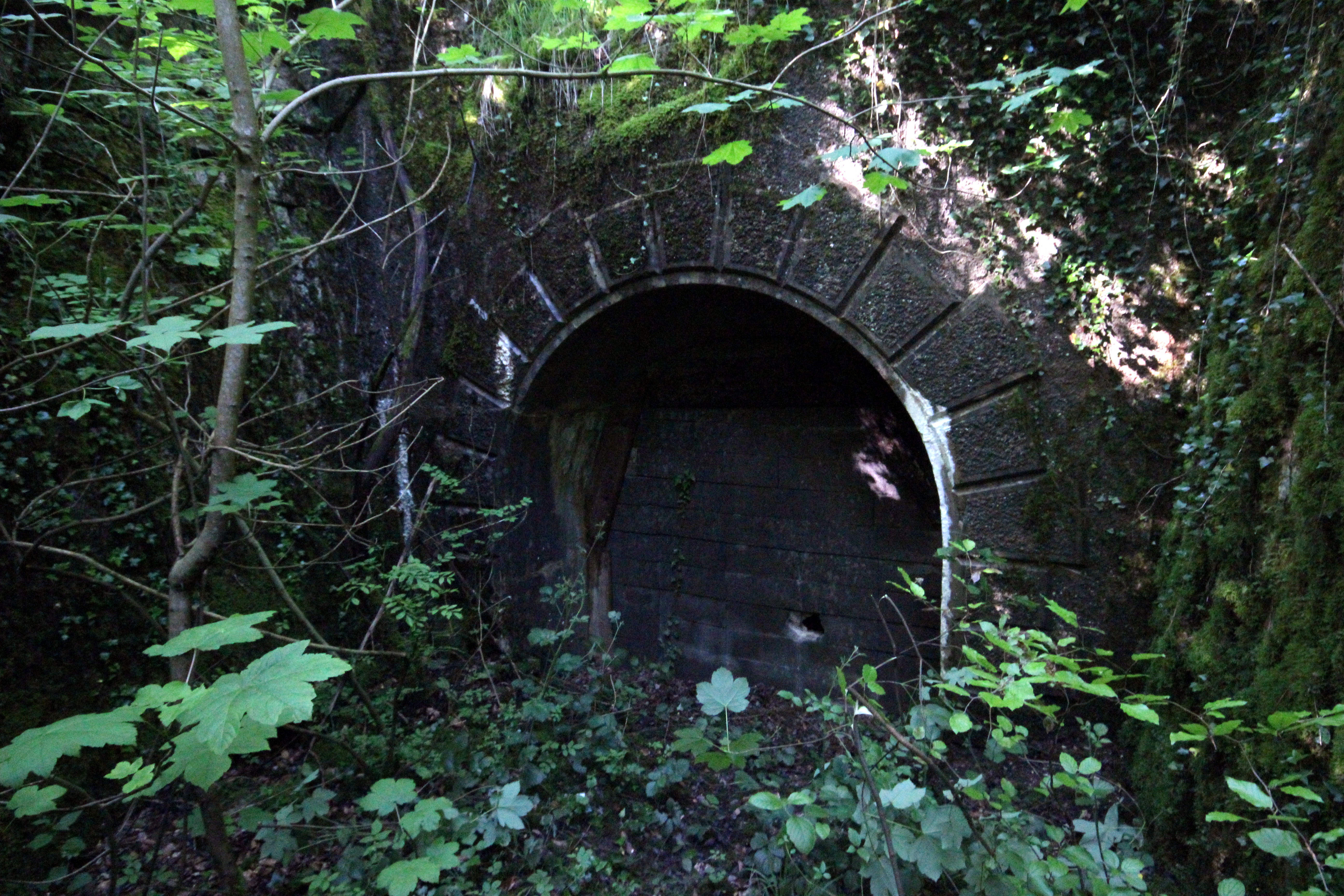
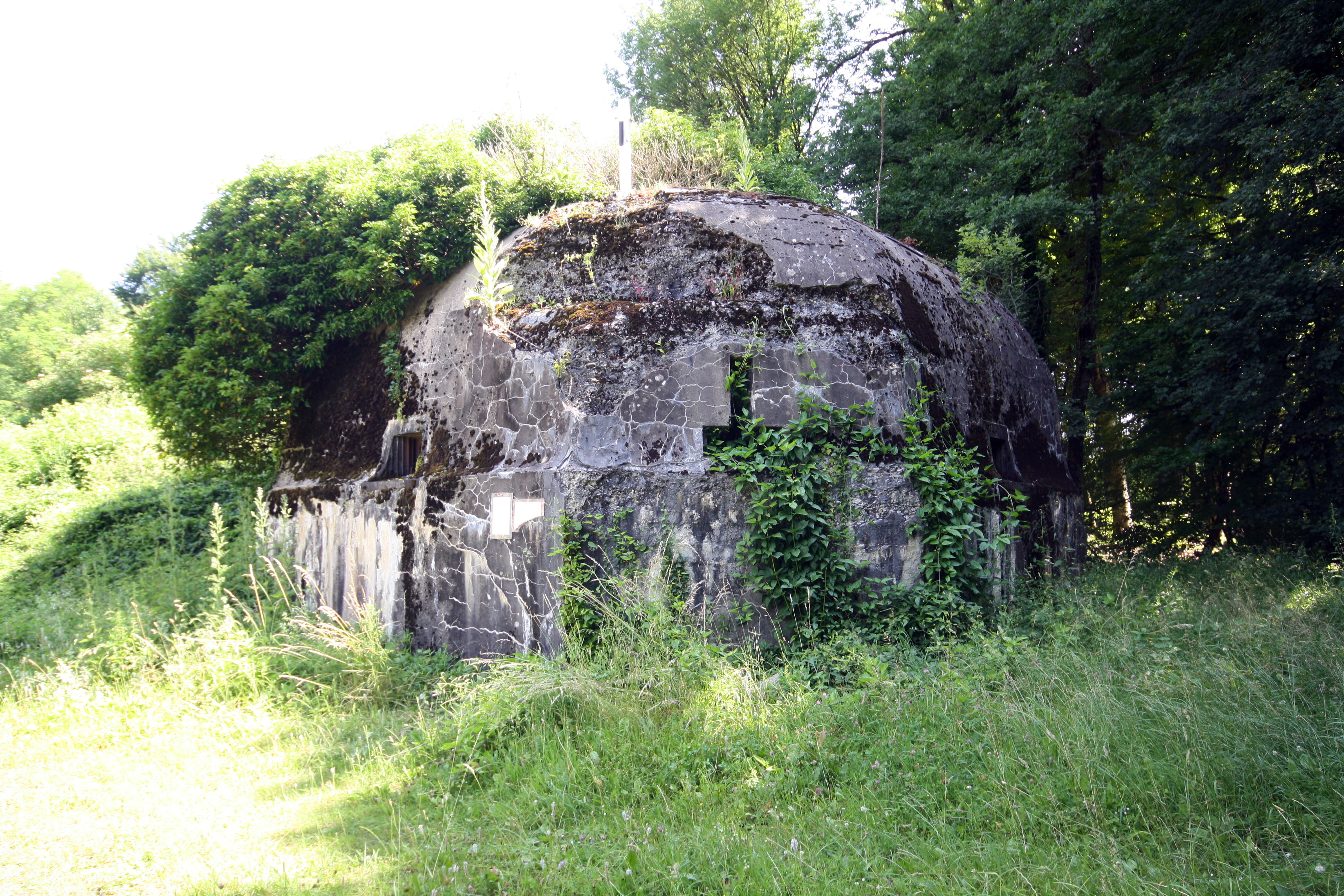
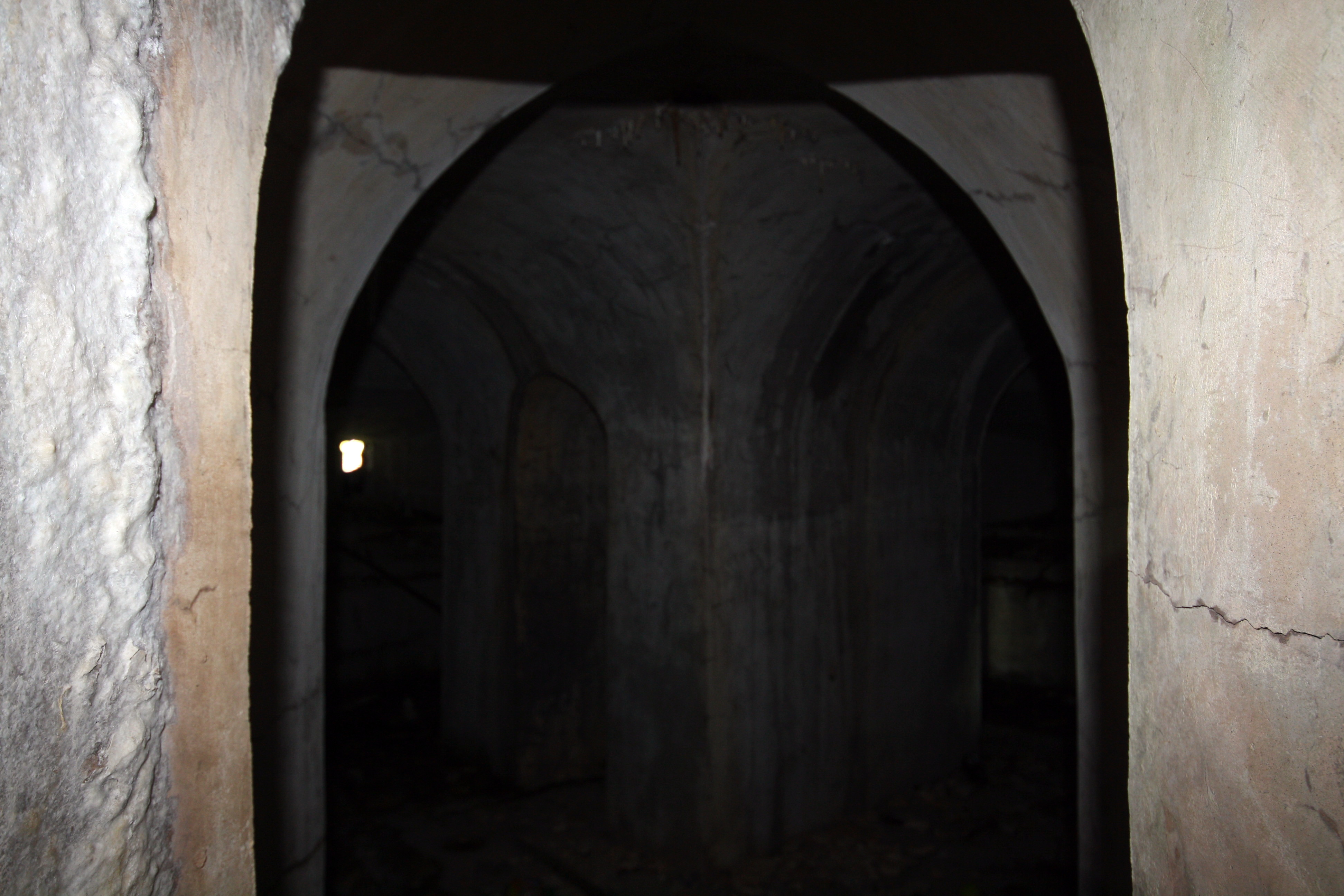
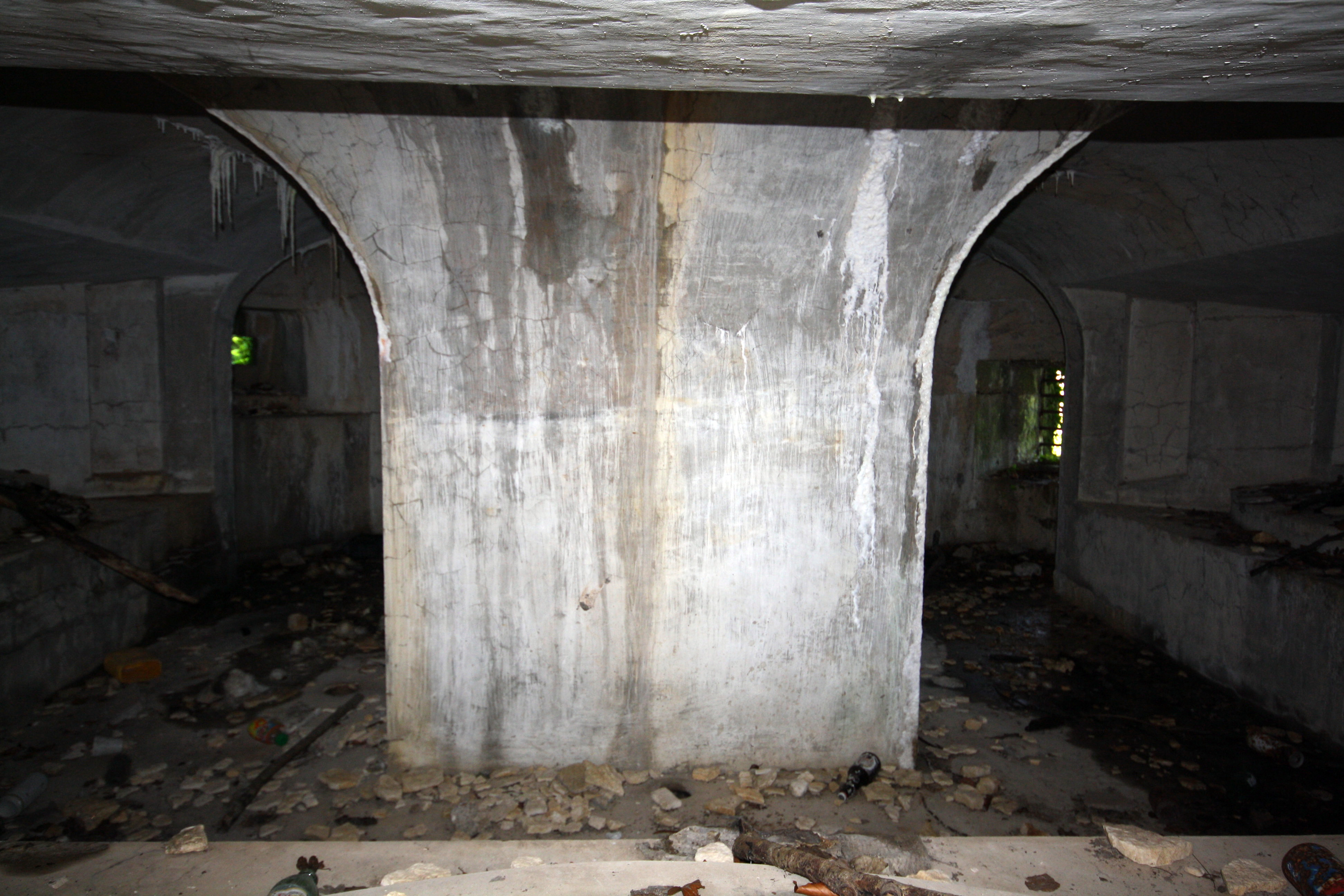
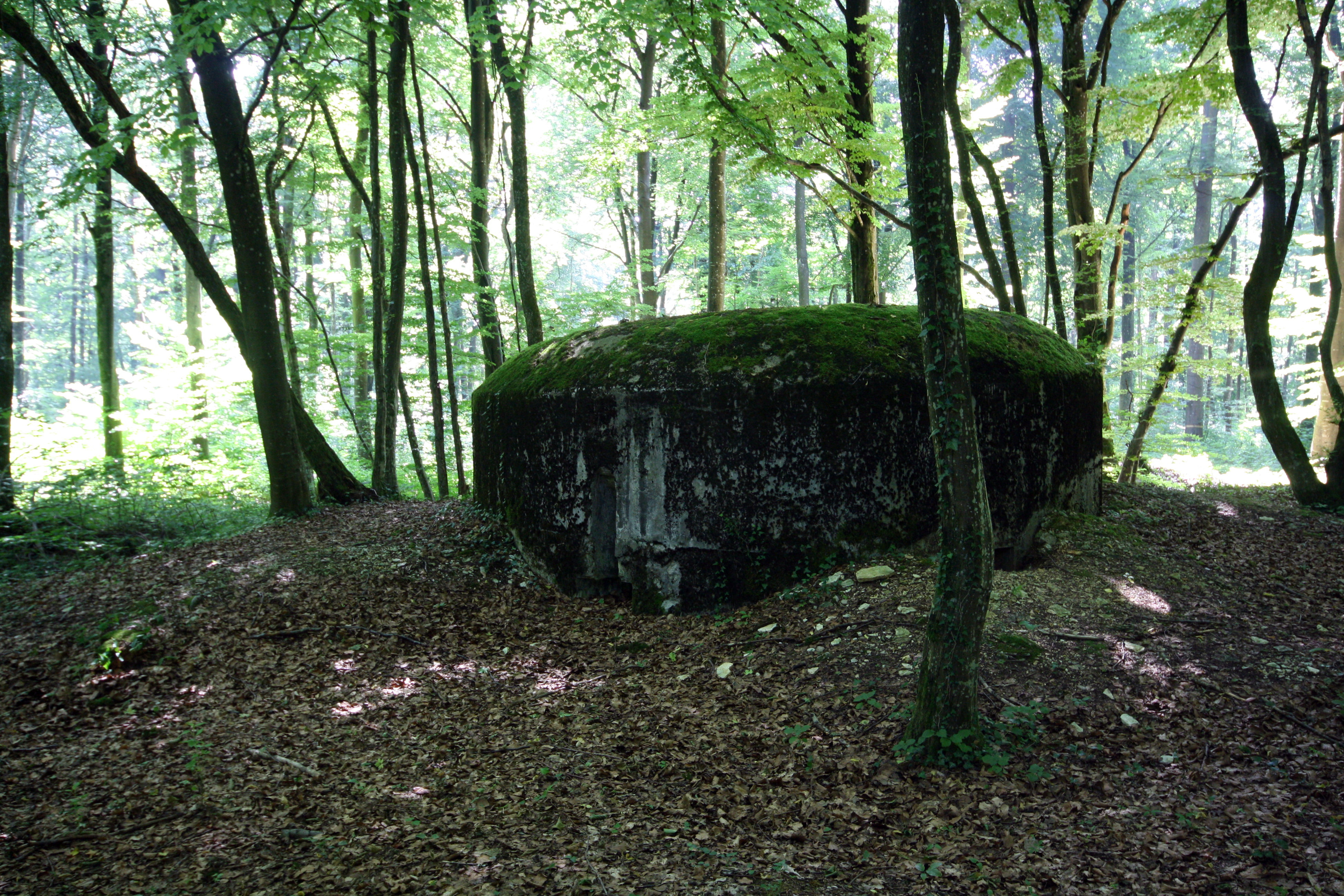
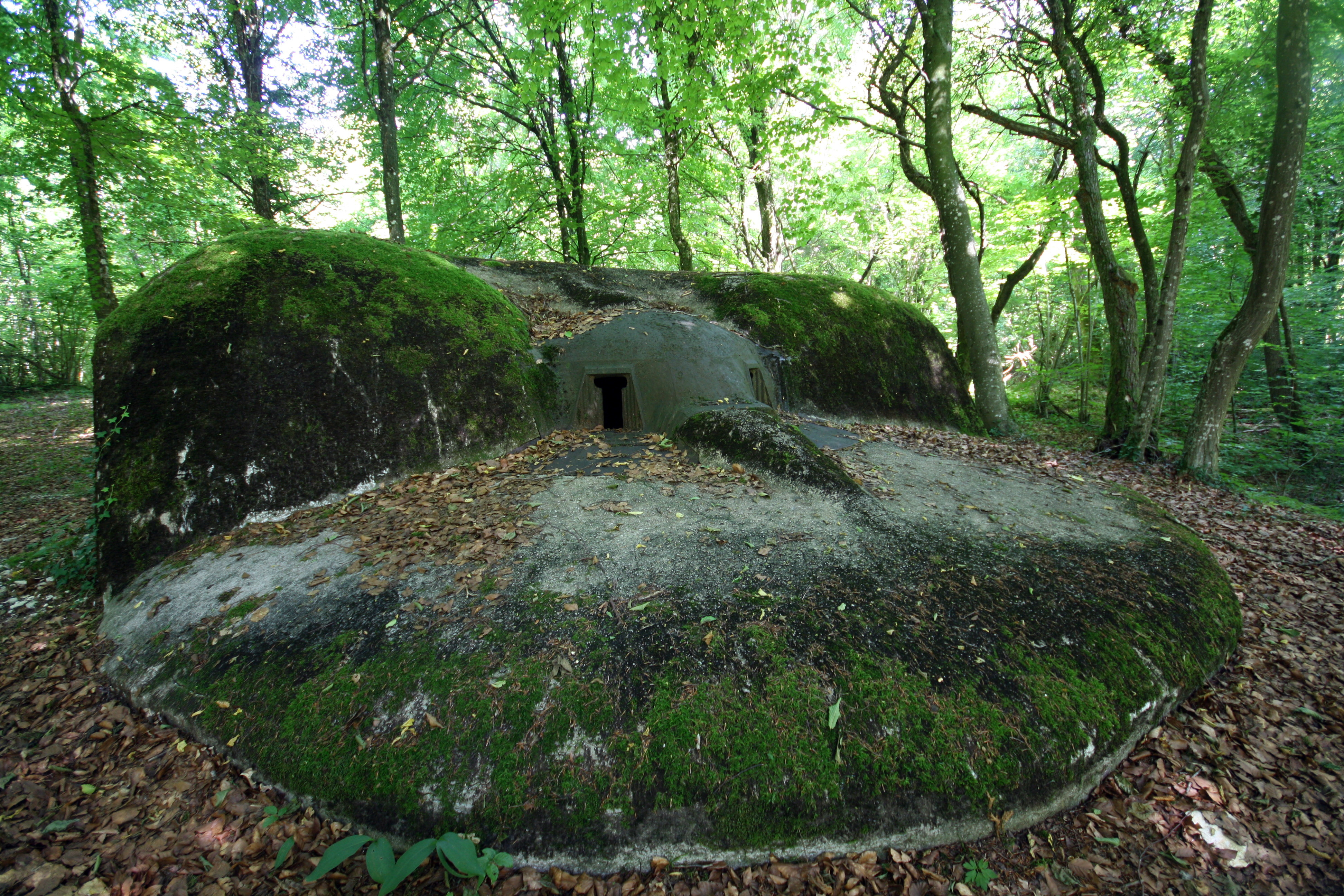
La cloche Pamart